# Сиглоїт
Сиглоїт (рос. сиглоит; англ. sigloite; нім. Sigloit m) — мінерал з групи гордоніту. Знайдений у вигляді псевдоморфоз по кристалах паравокситу в родовищі Сігло (Ллалагуа, Болівія), за назвою якого і названо мінерал (C.S.Hurlbut, R.Honea, 1962). Син. — гідропаравоксит.

## Опис
Хімічна формула:
- 1. За Є. Лазаренком: (Fe3+, Fe2+) Al2[O|(OH) | (PO4)2]∙8H2O.
- 2. За «Fleischer's Glossary» (2004): FeAl2[PO4]2(OH)3•7H2O.

Склад у % (з родовища Сігло): Fe2O3 — 13,53; FeO — 2,76; Al2O3 — 21,09; P2O5 — 27,47; H2O — 33,55. Домішки: MgO (0,87); Na2O (0,44); K2O (0,26); MnO (0,24); SiO2 (0,11).
Сингонія триклинна. Пінакоїдальний вид. Густина 2,35. Тв. 3,0-3,5. Колір солом'яно-жовтий. Спайність по (010) досконала, по (001) ясна.